# Barrio Conciliación (Montevideo)
Conciliación es un barrio de Montevideo del Municipio G. Se ubica en las inmediaciones de Peñarol, Lezica, Colón y Sayago. Conciliación limita con los barrios Sayago al sur, Colón al noroeste y el Arroyo Pantanoso al oeste. Los límites aproximados son Capitulares al este (Cercano a Garzón), Lecocq-Antonio Rubio-Arroyo Pantanoso al oeste, Bulevar Batlle y Ordóñez-Teófilo Díaz-Coronel Pedro de León-Gral. Máximo Santos al sur y Camino Edison al norte. Los caminos principales como Camino Lecocq, Bulevar Batlle y Ordóñez (Propios) y Garzón conectan la zona con otras partes de Montevideo. Se fundó en el año 1889, por Don Agustín Vera.
Su nombre se debe al clima que se vivía en el Uruguay. Había sido derrocado el gobierno del Teniente Coronel Máximo Santos y las calles del nuevo centro poblado iban a llevar nombres de personas que intervinieron en el movimiento político que terminó con la dictadura santista.

## Historia
La superficie del pueblo estaba formada por 44 manzanas, extendidas sobre la antigua Chacra de Grajales. En enero de 1889, apareció en el diario montevideano "El Ferrocarril" un aviso que indicaba el nacimiento de un nuevo pueblo:

"Felipe D. Segundo, por cuenta de la S. A. Paz y Trabajo empezará el domingo 20 de enero la venta de solares en el nuevo pueblo Conciliación. A tales efectos saldrá un tren expreso de 2 coches de primera clase y 8 de segunda para conducir gratis a la concurrencia. Banda de música, asado con cuero, dos vaquillonas, cohetes voladores, cerveza y habanos para obsequiar a la concurrencia. ¡En las puertas de la ciudad, en la estación Sayago! ¡En la antigua chacra de Grajales! El tren expreso pasará en frente al pueblo. No olvidarse que antes de 6 meses tendremos el tranvía a Colón, proyectado por el Dr. Reus, y aprobado ya, que pasaría por la puerta, habiéndose ya empezado el empedrado. ¡A 15 minutos de la Plaza Independencia! Venderemos por lo que den. Tendremos por 50 a 60 pesos, en mensualidades, un solar para una quintita; hasta para los empleados públicos".

Alrededor del centro ferroviario y de los talleres se observan huertas que muestran el avance en la urbanización de la zona. Asimismo, se exhiben los jardines floridos de pequeños propietarios que adquirieron sus casas en el barrio, levantándose entonces grandes zonas industriales.

## Actualidad
Actualmente, el barrio Conciliación conforma junto con Sayago, Peñarol, Millán y Lecocq, Barrio Lavalleja, Prado Chico (Paso de las Duranas) y Prado Norte, la zona N.º 13, regida por el Centro Comunal Zonal N.º 13.
Lugares de importancia: la biblioteca del "Mercadito Conciliación", el "Club Beco" y el CAIF "Santa Mónica".
El 28 de marzo de 2014, se celebró en la Plaza José Pedro Ramírez el 125 aniversario del Barrio Conciliación. El evento fue organizado por la comisión integrada por vecinos y vecinas, contando con el apoyo del Municipio G, la Biblioteca y el Socat del barrio. 
Se hicieron presentes el Alcalde del Municipio, Gastón Silva, la Directora Coordinadora María Cristina García y autoridades nacionales, departamentales vecinales. La escuela N.º 128, el colegio "San Luis" y el centro caif "Santa Mónica" también participaron de la celebración. 
En ese mismo acto, Lilián Gorgoroso y el Alcalde descubrieron una placa en granito con la inscripción "125 años Barrio Conciliación" aportada por el municipio G.